# 脐戟属
脐戟属（Omphalea）是大戟科植物，是脐戟族（Omphaleae）内的唯一一个属。它包括17个物种，所有这些都是热带灌木，乔木或藤本植物。其中12种原产于美洲，4个马达加斯加特有种，1个非洲本土特有种。 它们雌雄同株，有无花瓣的花朵、硬心的肉质水果。

## 分布

脐戟在马达加斯加的分布

脐戟有毒，只有很少动物可以吃它们。燕蛾亚科（包括南美的燕蛾属，马达加斯加的金燕蛾属）的昼行蛾类就以它们为食。

### 旧大陆物种
来自非洲坦桑尼亚的唯一一种脐戟，是藤本植物O. mansfeldiana。马达加斯加的物种包括O. ankaranensis，长在马达加斯加北部的石灰岩地区的灌木；O. palmata，干燥的森林灌木，与O. ankaranensis联系紧密但产于马达加斯加；O. occidentalis，同样是干燥的森林灌木；O. oppositifilia，产于东部沿海雨林。日落蛾就是以这四种植物为生的。